# Geel goud
Geel goud is een legering met goud waar meer zilver dan koper aan is toegevoegd. Door de witte kleur van zilver verkleurt het oranjeachtige donkergeel van 24-karaats goud naar lichtgeel. Het tegenovergestelde, een goudlegering met meer koper dan zilver, noemt men rood goud. Geel goud wordt vooral voor gouden sieraden gebruikt. 24-karaats goud is hiervoor zeer ongeschikt, evenals andere hogere alliages. Het goud in sieraden is meestal 18- of 14-karaats. Door de grote hoeveelheid zilver in geel goud krijgt het een gele kleur.
- Geel goud.